# Einar Lyth
Hjalmar Einar Lyth, född 20 mars 1936 i Johannebergs församling i Göteborg, är en svensk militär och militärhistoriker.

## Militär karriär
Lyth avlade officersexamen vid Krigsskolan 1957 och utnämndes samma år till fänrik vid Livregementets grenadjärer (I 3), där han befordrades till löjtnant 1959.[källa behövs] Han gick Högre stabskursen vid Militärhögskolan (MHS) 1965–1967 och befordrades till kapten vid I 3 1966. Han tjänstgjorde åter vid I 3 som kompanichef 1971–1973[källa behövs] och befordrades 1972 till major. Han befordrades 1973 till överstelöjtnant, var lärare i strategi[källa behövs] vid MHS 1973–1977 och var bataljonschef och utbildningschef vid Värmlands regemente 1977–1980. År 1980 befordrades han till överste, varefter han var chef för Armélinjen vid MHS 1980–1983. Han befordrades 1983 till överste av första graden och var 1983–1992 chef för Livregementets grenadjärer tillika befälhavare för Örebro försvarsområde. Åren 1992–1996 var han militär rådgivare åt Sveriges delegation vid de militära förhandlingarna i Wien (ESK-delegationen).
Lyth invaldes 1977 som ledamot av Kungliga Krigsvetenskapsakademien.

## Övrig verksamhet
Lyth var adjutant hos Carl XVI Gustaf 1968–1980 och från 1980 överadjutant.
Lyth var ämnesexpert för Bra Böckers lexikon och Nationalencyklopedin. Han var ordförande i Armémusei vänner 1998–2003. Han har verkat som debattör i försvarsfrågor och har sedan sin pensionering varit en flitig författare inom militärhistoria och har därvid bland annat dokumenterat kultur och seder inom svenska försvaret. Lyth har engagerats av Svenskt Militärhistoriskt Bibliotek som skribent i dess tidskrift Pennan & Svärdet. Lyth är en flitig föredragshållare och en ofta anlitad expertguide på militärhistoriska studieresor.
Han har varit stormästare i Hvita Korset där han länge var verksam som spexförfattare. Lyth har erhållit Försvarsmaktens värnpliktsmedalj, Livregementets grenadjärers förtjänstmedalj i guld och Livregementets grenadjärers minnesmedalj.
Einar Lyth är son till bankjuristen Arne Lyth och Reidunn (född von Hirsch) samt bror till Harald, Göran och Ragnar Lyth. Han gifte sig för första gången 1962 med Agneta Werner (dotter till överstelöjtnant Bo H:son Werner och Gurli Ljungqvist). Lyth gifte sig för andra gången 1983 med Marja Toikka (dotter till prosten Heino Toikka och Aili Niemi).

## Utmärkelser
- Riddare av Isländska falkorden (1971-05-03)[7]